# Cladosictis
|  | Dieser Artikel wurde aufgrund von formalen oder inhaltlichen Mängeln in der Qualitätssicherung Biologie zur Verbesserung eingetragen. Dies geschieht, um die Qualität der Biologie-Artikel auf ein akzeptables Niveau zu bringen. Bitte hilf mit, diesen Artikel zu verbessern! Artikel, die nicht signifikant verbessert werden, können gegebenenfalls gelöscht werden. Lies dazu auch die näheren Informationen in den Mindestanforderungen an Biologie-Artikel. |

Cladosictis ist eine ausgestorbene Gattung der Borhyaenidae, die zu den Beuteltieren gehört. Es war innerhalb des Jungtertiärs vor ca. 18 Mio. Jahren auf dem heutigen Kontinent Südamerika verbreitet. Als Fleischfresser ernährte sich Cladosictis wohl von Fischen und nahm daher vermutlich auch die Lebensweise eines Fischotters an. Auch Vogel- und Reptilieneier gehörten vermutlich zu dem Beutespektrum.

## Merkmale
Cladosictis stellte mit rund 80 cm Länge ein kleineres Beuteltier dar. Es besaß einen gestreckten und leicht gebauten Körper sowie kurze Beine und einen hundeähnlichen Schädel. Die im Kiefer befindlichen vorderen Schneidezähne, die spitzen Eckzähne sowie die zahlreichen Backenzähne im hinteren Kieferbereich ähnelten bereits denen der heutigen plazentalen Säugetieren.

## Lebensraum
Cladosictis bevorzugte vermutlich vor allem Waldgebiete sowie waldreiche Flussgebiete innerhalb des heutigen Südamerikas, wo es sich wohl auch in Binnengewässern aufgrund des Fischfangs aufhielt.

## Arten
- Cladosictis lustratus
- Cladosictis centralis
- Cladosictis defossa
- Cladosictis patagonica